# Metacetamol
El metacetamol es un regioisómero no tóxico del paracetamol con propiedades analgésicas y antipiréticas, pero nunca se ha comercializado como un fármaco.
Un estudio científico de 1980 sugirió que el metacetamol podría ser un analgésico y un antipirético más seguro que el paracetamol.